# Fisklösen (Älvdalens socken, Dalarna, 680575-139373)
Fisklösen är en sjö i Älvdalens kommun i Dalarna och ingår i Dalälvens huvudavrinningsområde. Sjön har en area på 0,142 kvadratkilometer och ligger 538,2 meter över havet.

## Delavrinningsområde
Fisklösen ingår i det delavrinningsområde (680349-139606) som SMHI kallar för Ovan 679876-139759. Medelhöjden är 511 meter över havet och ytan är 15,36 kvadratkilometer. Räknas de 4 avrinningsområdena uppströms in blir den ackumulerade arean 39,24 kvadratkilometer. Knärån som avvattnar avrinningsområdet har biflödesordning 2, vilket innebär att vattnet flödar genom totalt 2 vattendrag innan det når havet efter 370 kilometer. Avrinningsområdet består mestadels av skog (88 procent). Avrinningsområdet har 0,23 kvadratkilometer vattenytor vilket ger det en sjöprocent på 1,5 procent.